# أحمد دري أفندي
أحمد دُرّي أفندي بالتركية:Ahmed Dürri Efendi (؟-1722م) شاعر وموظف حكومي ودبلوماسي، سفير الدولة العثمانية في إيران عام 1720م.

## السيرة
ولد أحمد دُرّي وائلي أفندي، في مدينة وان وهو ابن أبي بكر وهبي أفندي، ولكن لا نعرف تاريخ ميلاده، عين سفيراً للدولة العثمانية في طهران، وكتب سرداً مفصلاً عن بلاد فارس زمن الدولة الصفوية بعنوان:سفارتنامه.
لم يعرف شيء عن بدايات حياته أو تعليمه، ولكن يبدوا انه تلقى تعليماً جيداً.عمل موظفاً في دوائر الحكومة وعمل في مكتب الديوان في إسطنبول بسبب شعره وترقى في الرتب والدرجات الوظيفية، كما عمل في مهنة القضاء. في عام 1713م، عمل كاتباً في دائرة المحاسبة في الأناضول، وفي عام 1715م، أصبح محاسب الجزية.

## مهمته
بعد ان فقدت الدولة العثمانية جزء من أراضيها الغربية إلى النمسا و جمهورية البندقية، من خلال بنود إتفاقية الصلح وتوقيع معاهدة باساروفجا في (21 يوليو/تموز 1718م) مع تلك الدولتين. فكانت الحكومة العثمانية تأمل في تعويض تلك الخسائر بحصولها على أراضي من بلاد فارس التي كانت ضعيفة وممزقة بسبب الصراع الداخلي. فكانت مهمة السفير دري أفندي الرسمية هي مساعدة وتمهيد الطريق للتجار الفرس الذين يرغبون دخول النمسا عبر الحدود العثمانية تنفيذاً للمادة (19) من معاهدة باساروفجا. لكن مهمته الحقيقية التي كلفه بها الوزير الأعظم الداماد إبراهيم باشا النوشهري كانت تقييم الأوضاع السياسية الداخلية، ومعرفة العادات والتقاليد لبلاد فارس، وهذا ما دونه في سفارتنامه ، حيث غادر بغداد، بعد ان إلتقى بالحاكم العثماني لها حسن باشا وعبر الحدود بالقرب كرمانشاه في (2 نوفمبر 1720م). ومن كرمانشاه إلى درجزين، ومنها وصل همدان، ثم زار قزوين، حتى وصل طهران وفيها سلم رسائل من السلطان العثماني أحمد الثالث إلى الشاه سلطان حسين الصفوي وفترة حكمه (1694-1722) الذي كان يقيم في طهران، وكذلك إلى الوزير. وعند عودة دري أفندي في (5 ديسمبر/كانون الأول 1721م)، رافقه سفير بلاد فارس مرتضى قلي خان (وعلى الأغلب هو جد رجل الدين الإيراني مرتضى قلي خان) الذي كان يحمل رسائل إلى نظرائهم في الحكومة العثمانية. وبعد مدة من الزمن أعلن العثمانيون الحرب بقيادة الوزير حسن باشا على بلاد فارس والتي كانت معظمها تحت سيطرة القوات الأفغانية التي يقودها الأمير محمود الأفغاني.

## وفاته
توفي أحمد دري أفندي في (11 سبتمبر/أيلول 1722)، ودفن في مقبرة مسجد الشيخ ولاء.

## مؤلفاته
يعتبر دري أفندي واحدا من عدة رحالة أجانب زاروا بغداد في العهد العثماني وذكرها في أهم مؤلفاته وهو كتاب سفارتنامه، وهو كتاب مهم لما يحتوي من معلومات مهمة عن بلاد فارس والمناطق التي زارها في تلك الفترة. وقد ترجم الكتاب إلى اللغة الفرنسية تحت عنوان: Relation de Dourry, ambassadeur de la porte Ottomane..Paris 1820 كما انه ترجم إلى لغات أخرى.